# Anton Lamboj
Anton Lamboj (* 1956) ist ein österreichischer Biologe und Ichthyologe. Er studierte ab 1988 nebenberuflich Biologie, bekam im Jahr 1993 seinen Magister und promovierte im Jahr 1997. Die Arbeiten für beide Abschlüsse hatten die Systematik der Buntbarsche West- und Zentralafrikas zum Thema. Diese Buntbarsche und hier insbesondere die Chromidotilapiini sind auch weiterhin ein Schwerpunkt seiner Forschungen. Gegenwärtig ist Lamboj am Department für Integrative Zoologie der Universität Wien beschäftigt. Lamboj unternahm zahlreiche Reisen zu Feldstudien nach Zentral- und Westafrika sowie weitere Reisen nach Südamerika und Asien. Er veröffentlichte mehr als 100 Publikationen (wissenschaftlich und aquaristisch) in sechs Sprachen und ist Autor oder Coautor zahlreicher Bücher.
Lamboj veröffentlichte allein oder zusammen mit Kollegen die Erstbeschreibungen folgender Gattungen:
- Benitochromis – Lamboj, 2001
- Divandu – Lamboj & Snoeks, 2000
- Enigmatochromis – Lamboj, 2009
- Rubricatochromis – Lamboj & Koblmüller, 2022
- Wallaceochromis – Lamboj, Trummer & Metscher, 2016

und folgender Arten:
- Chromidotilapia elongata – Lamboj, 1999
- Chromidotilapia mamonekenei – Lamboj, 1999
- Divandu albimarginatus – Lamboj & Snoeks, 2000
- Benitochromis nigrodorsalis – Lamboj, 2001
- Benitochromis conjunctus – Lamboj, 2001
- Benitochromis ufermanni – Lamboj, 2001
- Chromidotilapia mrac – Lamboj, 2002
- Parananochromis axelrodi – Lamboj & Stiassny, 2003
- Parananochromis brevirostris – Lamboj & Stiassny, 2003
- Parananochromis ornatus – Lamboj & Stiassny, 2003
- Chromidotilapia nana – Lamboj, 2003
- Chromidotilapia melaniae – Lamboj, 2003
- Pelvicachromis rubrolabiatus – Lamboj, 2004
- Pelvicachromis signatus – Lamboj, 2004
- Nanochromis sabinae – Lamboj, 2005
- Nanochromis teugelsi – Lamboj & Schelly, 2006
- Enigmatochromis lucanusi – Lamboj, 2009
- Danakilia dinicolai – Stiassny, De Marchi & Lamboj, 2010
- Congochromis robustus – Lamboj, 2012
- Pelvicachromis silviae – Lamboj, 2013
- Parananochromis orsorum – Lamboj, 2014
- Parananochromis elobatus – Lamboj, 2014
- Pelvicachromis drachenfelsi –  Lamboj, Bartel, & dell’Ampio, 2014

## Werke
- Anton Lamboj im Katalog der Deutschen Nationalbibliothek
- Anton Lamboj im Katalog der Österreichischen Nationalbibliothek
- Anton Lamboj bei ResearchGate

## Veröffentlichungen
- Referenzliste bei Fishbase.org
- Veröffentlichungsliste bei Google Scholar

## Quelle
- Text auf der hinteren Umschlagseite von: Anton Lamboj: Die Cichliden des westlichen Afrikas. Verlag: Natur und Tier, 2006, ISBN 3-86659-000-8

| Personendaten    | Personendaten                            |
| ---------------- | ---------------------------------------- |
| NAME             | Lamboj, Anton                            |
| KURZBESCHREIBUNG | österreichischer Biologe und Ichthyologe |
| GEBURTSDATUM     | 1956                                     |